# ブリュミル
ブリュミル (Brymir)は、フィンランド・ヘルシンキ出身のメロディックデスメタルバンド。

## 略歴
2006年にフィンランドで行われたミュージック・サマー・キャンプで結成されたライ・ライ・ヘイ (Lai Lai Hei)がバンドの母体である。ライ・ライ・ヘイはキャンプのコンペティションで優勝し、バンド名を変更して本格的に活動することとなった。結成時のメンバーは、ヴィクトル・グルリクセン (Vo)、ヨーナ・ビョルクロート (G, Back Vo)、ショーン・ハスラム (G)、ヤルッコ・ニエミ (B, Back Vo)、ヤンネ・ビョルクロート (Key, Back Vo)、ヤーッコ・ティッカネン (Ds)の6名。その後、デモテープの「A Free Man’s Path」、「Ragnarök」、「The Battle For Pagan Might」を2007年までに作成するが、2009年にメンバーの兵役のため、活動を休止する。この間にドラマーのヤーッコ・ティッカネンが脱退してしまったため、サミ・ハンニネンが加入して活動を再開する。
地元フィンランドの名門メタルレーベルであるスパインファーム・レコードと契約し、2011年に1stアルバム『Breathe Fire to the Sun』をリリースしデビューを飾る。2013年にドラマーのサミ・ハンニネンが脱退し、パトリック・フェルトが加入した。2016年に、スパインファーム・レコードの創設者・リク・パーッコネンが設立したランカ・クスタンヌスへ移籍することが発表され、同年中に2ndアルバム『Slayer of Gods』をリリースした。同アルバムは、日本ではJVCケンウッド・ビクターエンタテインメントからリリースされ、日本デビューアルバムともなった。2017年には、日本で開催される「Suomi Feast 2017」で初来日し、インソムニウムやウィスパード、ダーク・フラッド、リ＝アームドらとステージに立った。2019年2月末、オリジナルメンバーのヤンネ・ビョルクロートの脱退が発表された。脱退の理由は、ヤンネが並行して参加していたバトル・ビーストに専念するためであった。同年3月に3rdアルバム『Wings of Fire』をリリースした。日本では引き続きJVCケンウッド・ビクターエンタテインメントから日本盤がリリースされた。
2021年7月、オーストリアのナパーム・レコードと契約したことが発表された。2022年8月、4thアルバム『Voices in the Sky』をリリース。

## メンバー

### 現メンバー
- ヴィクトル・ストーム・グルリクセン (Viktor "Storm" Gullichsen) - ボーカル (2006-)
Nerlichではドラマーとして活動していた。
- ヨーナ・ビョルクロート (Joona Björkroth) - ギター、バッキング・ボーカル (2006-)
2015年よりアントン・カバネンの代わりにバトル・ビーストにセッション参加。2016年より正式加入した。この他にバトン・ローグ・モルグにも参加していた。
- ショーン・ハスラム (Sean Haslam) - ギター (2006-)
- ヤルッコ・ニエミ (Jarkko Niemi) - ベース、バッキング・ボーカル (2006-)
エンレイジメントでも活動。
- パトリック・フェルト (Patrik Fält) - ドラムス (2013-)
フェスタム、アフグランドなどでも活動。

### 旧メンバー
- ヤンネ・ビョルクロート (Joona Björkroth) - キーボード、バッキング・ボーカル (2006-2019)
2008年よりバトル・ビーストに参加。2019年にバトル・ビーストに専念することを理由に脱退した。
- ヤーッコ・ティッカネン (Jaakko Tikkanen) - ドラムス (2006-2010)
- サミ・ハンニネン (Sami Hänninen) - ドラムス (2010-2013)
バトル・ビーストを解雇されたアントン・カバネンが結成したビースト・イン・ブラックに参加していた。この他にスピリット・ディズィーズにも参加していた。

## ディスコグラフィ

### アルバム
- 2011年 Breathe Fire to the Sun
- 2016年 Slayer of Gods
- 2019年 Wings of Fire
- 2022年 Voices in the Sky

### シングル
- 2016年 For Those Who Died
- 2016年 The Rain
- 2018年 Chasing the Skyline
- 2018年 Ride On, Spirit

### デモテープ
- A Free Man’s Path
- Ragnarök
- The Battle For Pagan Might